# 4798 Mercator
4798 Mercator este un asteroid din centura principală, descoperit pe 26 septembrie 1989 de Eric Elst.